# Wapen van Gouda

Afbeelding volgens de Hoge Raad van Adel.

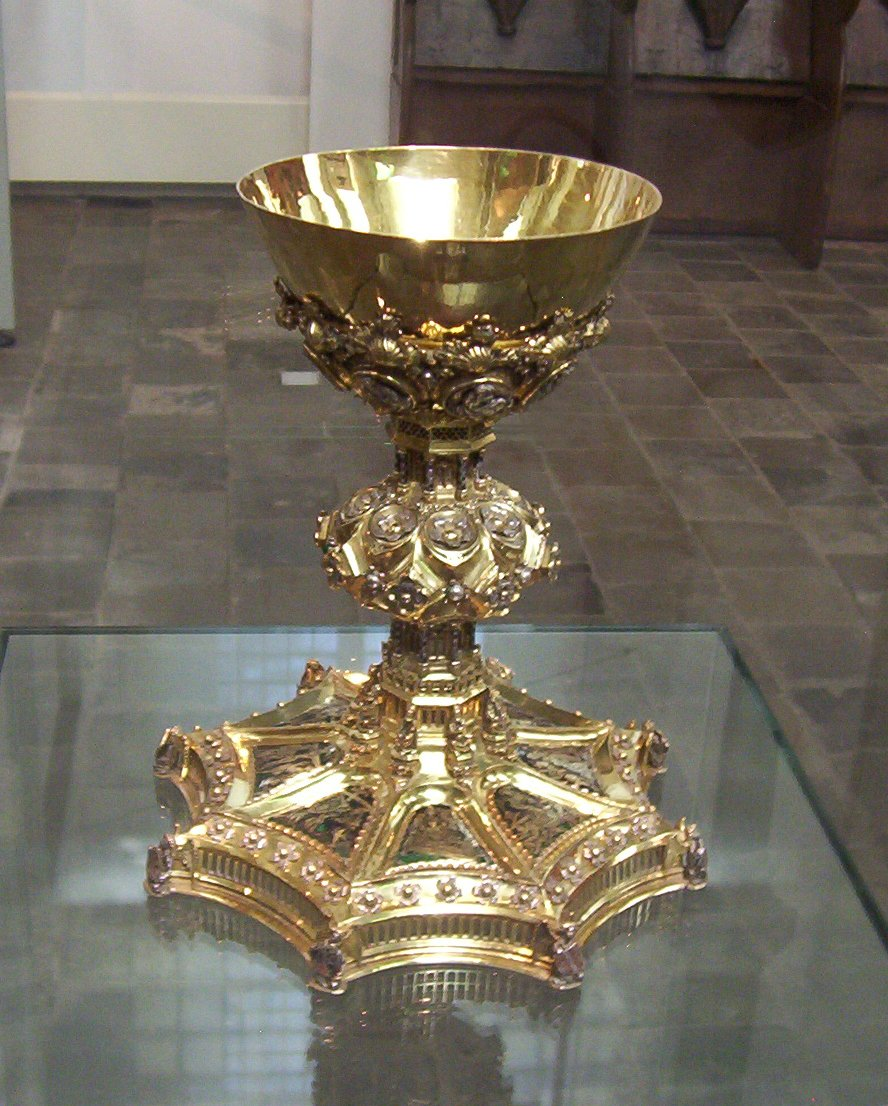
Miskelk met op de voet om en om de wapens van Gouda en van Jacoba van Beieren

Het wapen van Gouda voert een schild met twee maal drie zespuntige sterren. Het werd op 24 juli 1816 officieel door de Hoge raad van Adel met de volgende heraldische terminologie bevestigd:  
Van keel, beladen met eenen pal van zilver, en verzeld ter wederzijde van drie zespuntige sterren van goud, staande in den zin van den pal. Het schild gedekt met eene kroon met vijf fleurons, alles van goud, en omgeven van eene doornenkrans. Voorts vastgehouden door twee klimmende leeuwen in hunne natuurlijke verwen en onder hetzelve het oude motto 'Per Aspera ad Astra'.
Of, zoals omschreven door het streekarchief Midden-Holland:	
In rood een paal van zilver, ter weerszijden vergezeld van drie paalsgewijs geplaatste zespuntige sterren van goud. Het schild gedekt met een vijfbladige kroon van goud en omgeven door een doornenkrans; en vastgehouden door twee omziende leeuwen van natuurlijke kleur. Onder het wapen de spreuk "Per aspera ad astra" (door moeilijkheden -letterlijk: door de dorens - naar de sterren).

## Oorsprong
Het wapen vindt waarschijnlijk zijn oorsprong in het wapen van de familie Van der Goude. Enkele leden van deze familie waren in de 14e eeuw schouten van de stad. Jan van de Goude (1375-1411) voerde als wapen in keel een dwarsbalk van zilver vergezeld van onder en van boven van drie sterren van goud. Het stadswapen is een gespiegelde versie van het familiewapen.
Op het oudst bekende stadszegel, uit 1389, komt al een wapen voor met een paal. De paal is aan weerszijden vergezeld van een zespuntige ster. Ook is een gedeeltelijke afdruk van een zegel uit 1321 bekend met één zespuntige ster, maar niet zeker is of het hier om een stadszegel gaat.
In de loop van de 15e eeuw echter verschijnt steeds meer het wapen met 6 sterren. Het wapen met de zes sterren staat bijvoorbeeld op de zilveren miskelk, die door Jacoba van Beieren aan de voetboogschutters van St. Joris te Gouda wordt geschonken rond 1425 als dank voor de steun van Gouda aan haar bewind (collectie Het Catharina Gasthuis). Ook op de glazen in de Sint-Janskerk uit de 16e eeuw wordt het wapen met de zes sterren gebruikt.  Eerst in 1616 wordt ook het zegel aangepast en zijn er 6 sterren en de doornenkrans te zien. Naar men aanneemt gaat het hier oorspronkelijk om een randversiering van het zegel.
In 1616 maakte de Dordtse muntsnijder meester Gerardt van Bijler nieuwe zegelstempels, conform de opdracht van het Goudse stadsbestuur, met zes sterren. Volgens de vroedschap was het tot dusver gebruikte zegel niet in overeenstemming met het wapen van de stad. De kosten voor de nieuwe stempels bedroegen 162 gulden, 1 stuiver en 4 penningen.
Upten 1en Septembris anno XVIc zestyen heeft men begonnen te gebruycken de Stads nieuwe zegels die volgende de resolutie van de vroetschap daer van zijnde date den viien July XVIc vyftyen gemaeckt zijn mit zes starren in plaetse dat de voorgaende zegels maer twee starren hebben gehadt twelck niet en was conform twapen van de stadt
Uit: 5de Stadsregister
De spreuk "Per aspera ad astra" komt niet eerder voor dan 1691 en wordt pas na 1750 standaard. De spreuk, vertaald met  'door de doornen naar de sterren'  wordt door de schrijver van de Goudse stadsgeschiedenis De Lange van Wijngaerden toegeschreven aan Gerard Traudenius, rector van de Latijnse school in 1617. Of dit juist is wordt betwijfeld, omdat de spreuk pas in 1691 werd gebruikt. Geselschap veronderstelt, dat de toenmalige burgemeester en voorheen hoogleraar te Harderwijk, Johan van der Does, de mogelijke auteur zou kunnen zijn van de spreuk op het stadswapen.

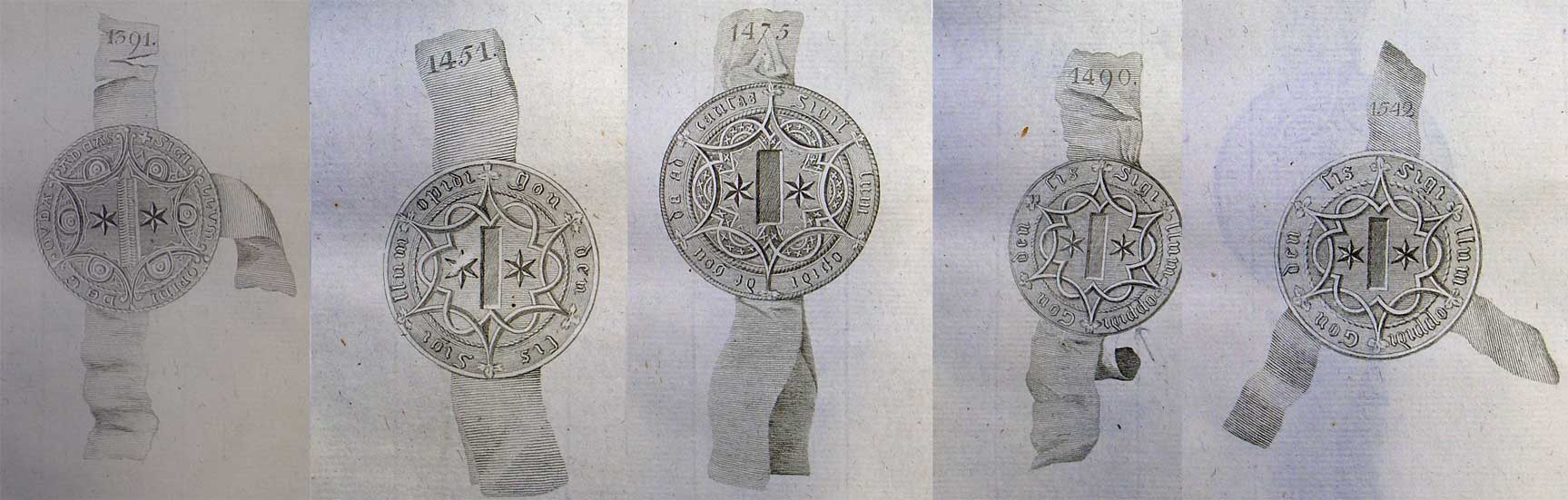
De stadszegels van Gouda in de periode 1389 t/m 1616

## Afbeeldingen

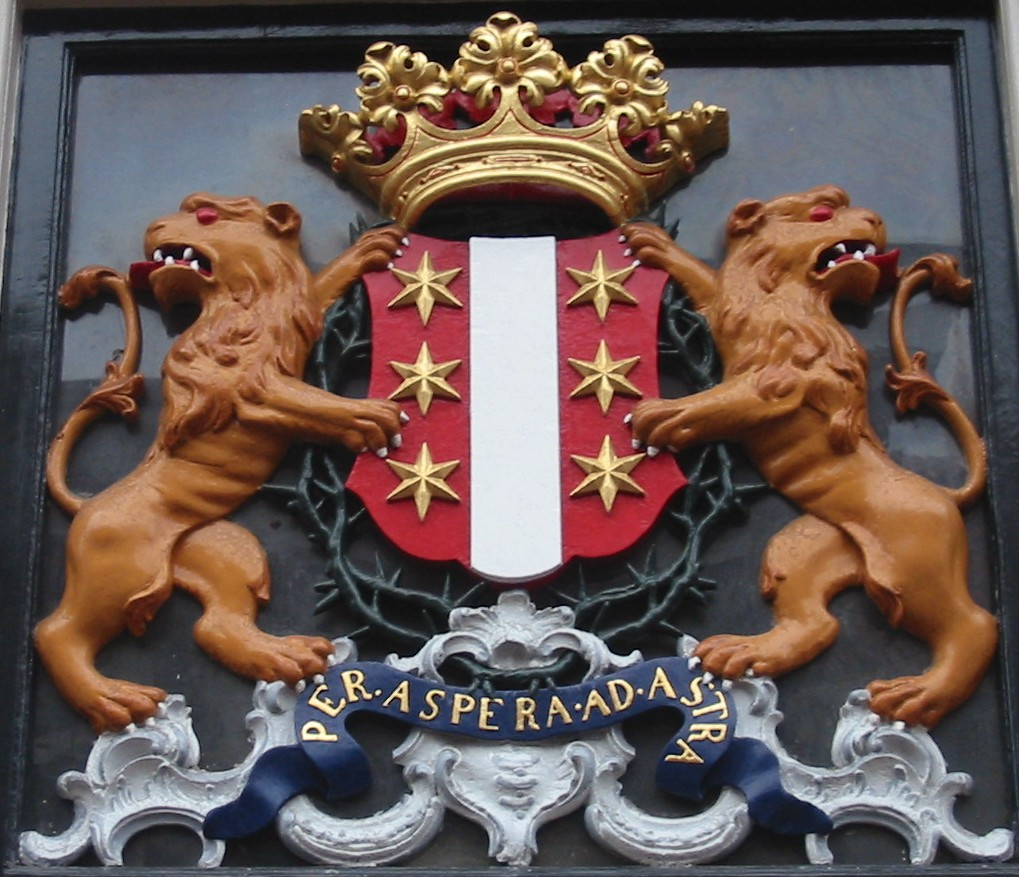
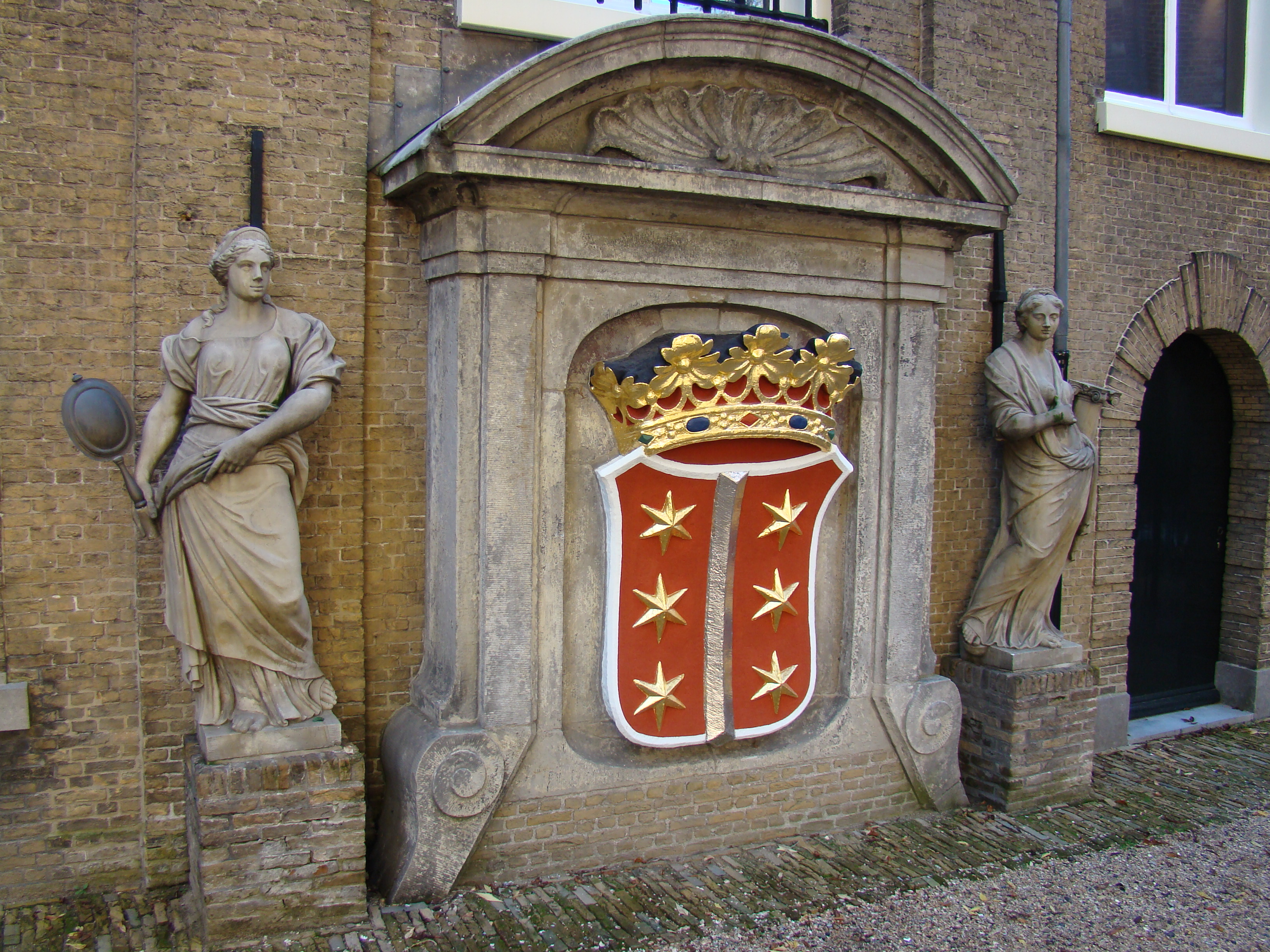